# چورا
چورا (به اسپانیایی: Ch'ura) یک کوه در پرو است که در منطقه لیما واقع شده‌است. چورا ۵٬۰۸۴ متر بالاتر از سطح دریا واقع شده‌است.